# FK Spartak Sofia
L'FK Spartak Sofia fou un club de futbol búlgar de la ciutat de Sofia.

## Història
Va ser fundat l'any 1947. Va existir com un club independent fins al 1969, any en què es fusionà amb el Levski Sofia. Després de 1990 es tornà a independitzar. Actualment juga a les categories inferiors del futbol búlgar. L'any 2005 fou rebatejat Levski-Spartak quan esdevingué filial del Levski Sofia.
Juga els seus partits a l'estadi Rakovski de Sofia i els seus colors són el blau i el blanc.
Va guanyar la Copa búlgara de futbol l'any 1968 i fou segon classificat a la lliga les temporades 1951 i 1952.
Es va dissoldre l'any 2007.

## Palmarès
- Copa búlgara de futbol (1): 1968